# 서핑
파도타기(波濤-), 또는 서핑(영어: surfing)은 수상 스포츠 중 하나로, 서퍼라 불리는 파도 타는 사람이 파동에 따라 앞을 향해 나아가거나 바람의 방향에 따라 이동하는 것을 의미한다. 보통 서퍼들은 해안쪽으로 이동하는 경우가 많다. 서핑은 보통 바다에서 행해지지만, 호수나 강에서도 정상파나 조석해일을 이용해 서핑을 즐길 수 있다. 하지만 서퍼들은 보트에서 발생하는 인공적인 파동이나 파도풀에서 만들어지는 파도를 이용할 수도 있다.

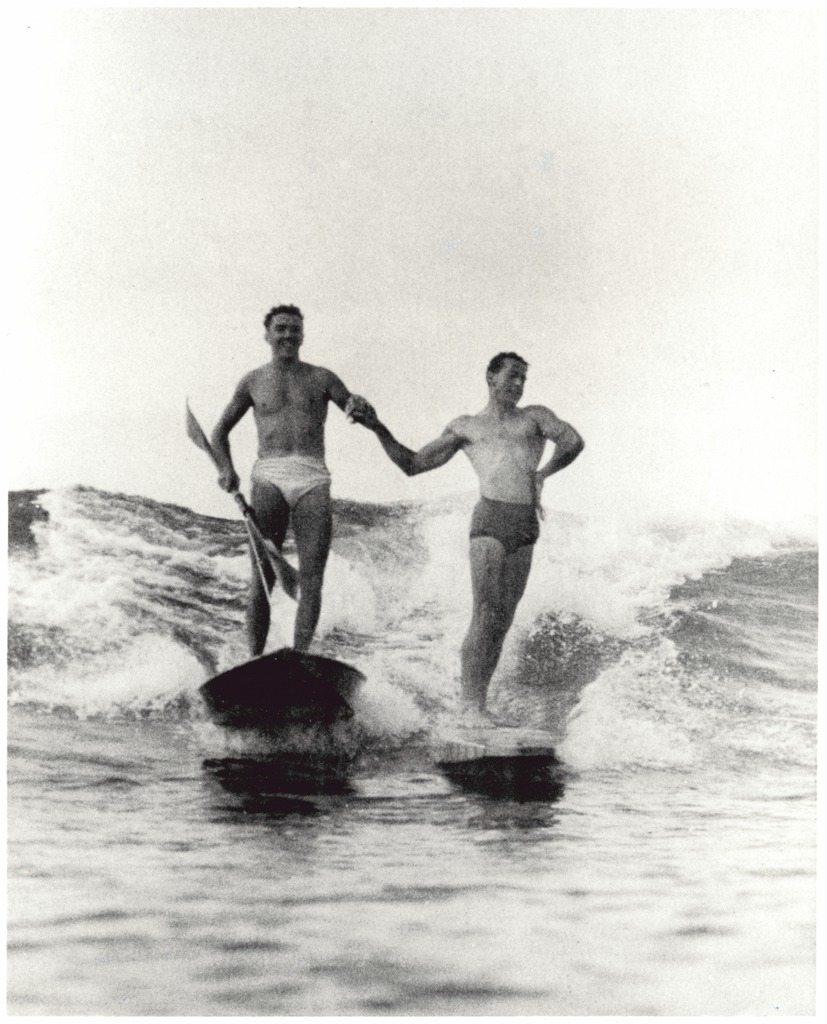
싱크로나이즈드 서핑, 오스트레일리아 뉴사우스웨일스주 맨리 비치, 1938~1946

"서핑"이라는 단어는 자세와는 상관없이 보드로 파도를 타는 행위를 의미한다. 보드에는 여러 가지 종류가 있다. 폴리네시아 문화권에서 알라이아나 파이포 또는 다른 종류의 배를 이용해 서핑을 했으며 그들의 배나 무릎으로도 파도를 탔다. 그러나 현대적인 의미의 서핑은 서핑보드에 서서 파도를 타는 서퍼를 의미하며, 때로는 스탠드업 서핑을 의미하기도 한다. 서핑의 다른 종류에는 바디 보딩이 있는데, 이는 서퍼가 바디 보드에 무릎을 꿇거나 배를 기대거나, 때로는 서서 파도를 타는 것이다. 바디 서핑은 보드 없이 파도를 타는 것으로, 서퍼 자신이 신체를 이용해 파도를 잡아 타는 가장 일반적인 서핑의 형태이다.
스탠드업 서핑의 부수적인 항목에는 스탠드업 패들보딩, 롱 보딩, 쇼트 보딩이 있으며, 보드의 디자인과 길이, 서핑의 방식, 그리고 타는 파도의 종류에 따라 나눠진다.
토인 서핑은 빅 웨이브 서핑과 종종 관련이 되는데, 워터 스쿠터와 같은 수상 차량을 이용하여 서퍼를 파도 쪽으로 끌어당기는 것으로, 이를 통해 서퍼가 더 큰 파도의 속도에 도전할 수 있게 한다. 파도의 속도는 서퍼가 직접 만드는 것보다 더 빠른 경우가 일반적이다. 서핑과 관련된 패들보딩이나 바다 카약은 파도가 필요하지 않고, 서핑에서 파생된 카이트서핑이나 윈드서핑은 바람에 의존하는 서핑이지만, 이러한 스포츠 모두 파도를 타는데 사용할 수 있다. 최근에는 V-드라이브의 사용을 통해 보드의 진동을 따라 파도를 타는 웨이크서핑도 등장하였다. 기네스북 세계 기록에는 포르투갈 나자레에서 가레트 맥나마라가 23.8 m의 파도를 탄 것이 세계에서 가장 큰 파도를 탄 것이라고 등재되어 있다.

## 같이 보기
- 빅 웨이브 서핑
- 카이트서핑(카이트보딩)
- 파도풀
- 세계 프로 서핑 연맹
- 파도
- 듀크 카하나모쿠
- 국제 서핑 협회
- 서프 음악
- 스탠드업 패들보딩(SUP, en:Standup paddleboarding)